# Ольховая листоблошка
Ольховая листоблошка (лат. Psylla alni) — насекомое из семейства листоблошки (Psyllidae).
Палеарктика (от Европы до Сибири и Сахалина, Казахстан, Кавказ) и Неарктика. Повреждает ольху.

## Описание
Мелкие насекомые. Длина самок от 5 до 5,8 мм, самцов от 4,8 до 5,5 мм. Длина нимф (5-я преимагинальная стадия) от 1,95 до 3,08 мм. Изначально зелёного цвета, позднее оранжевого, коричневого или красноватого. Зимуют на стадии яиц. Имаго встречаются с мая по октябрь.

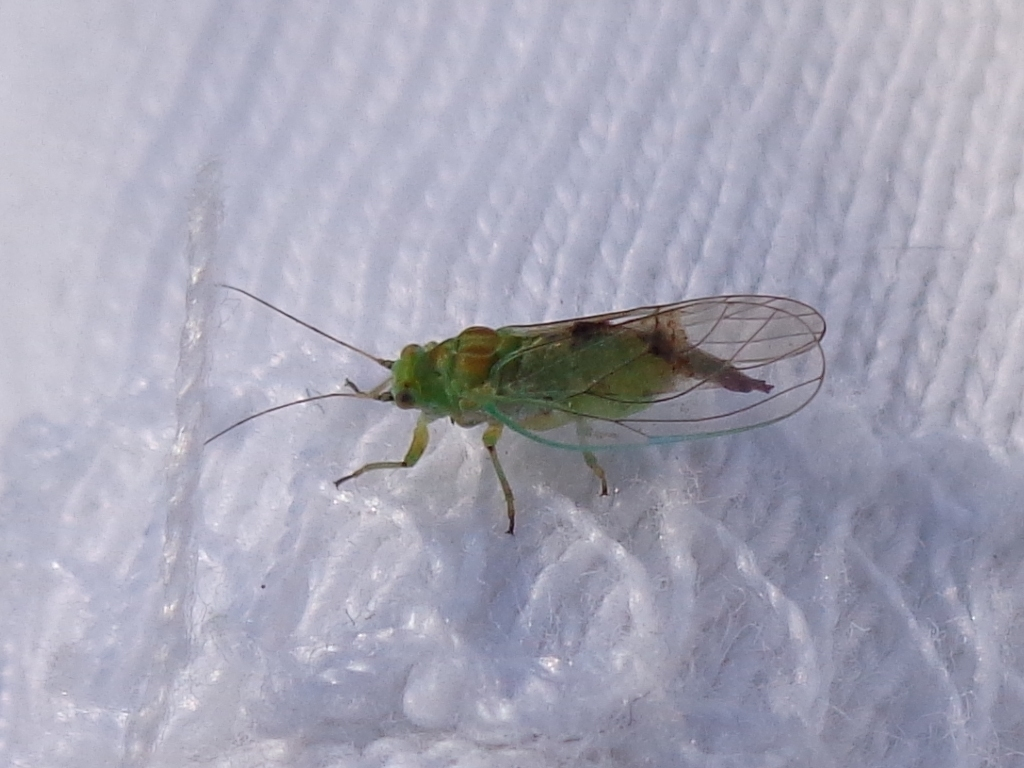
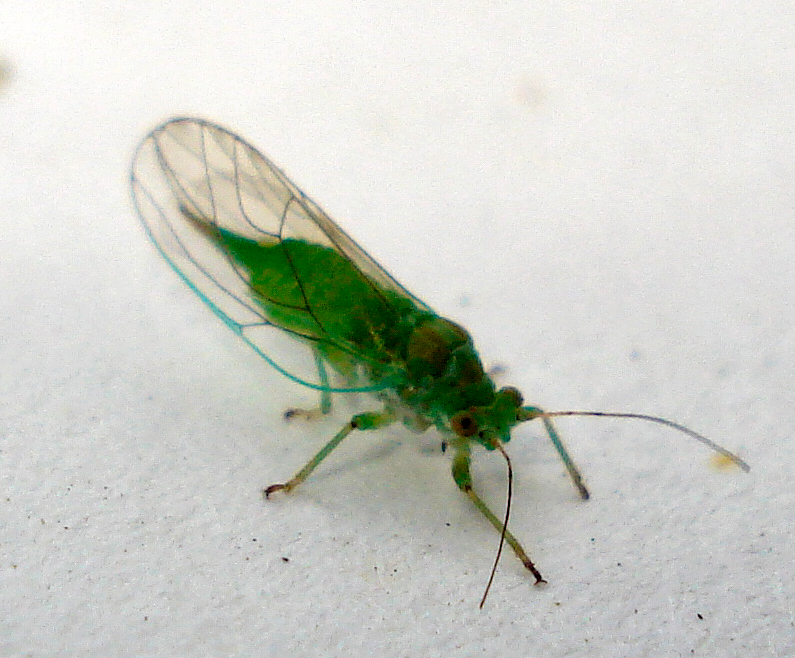
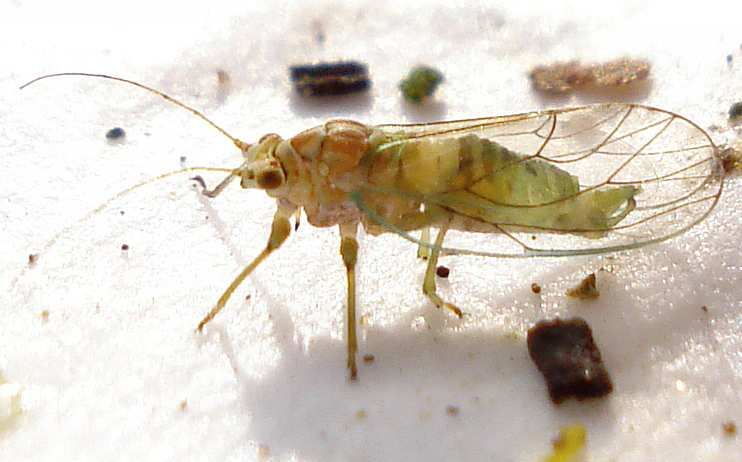
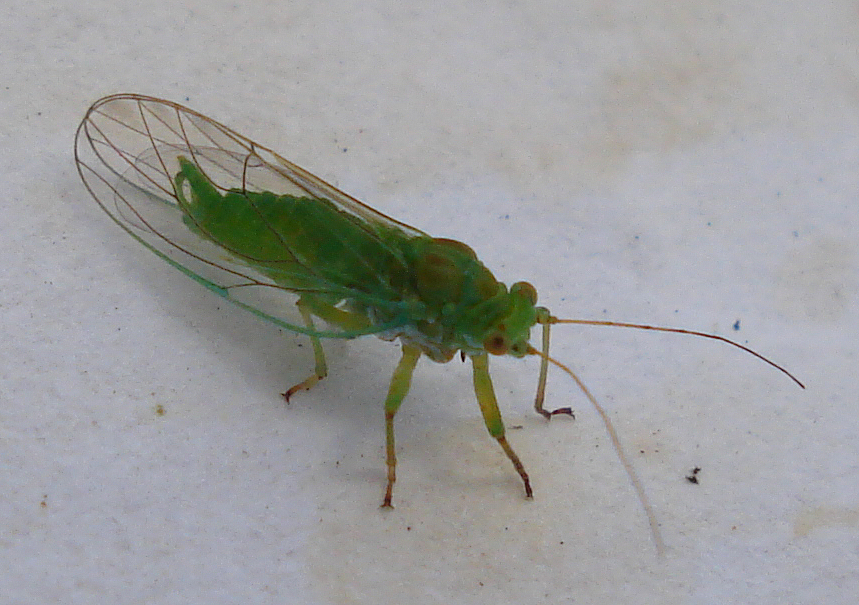
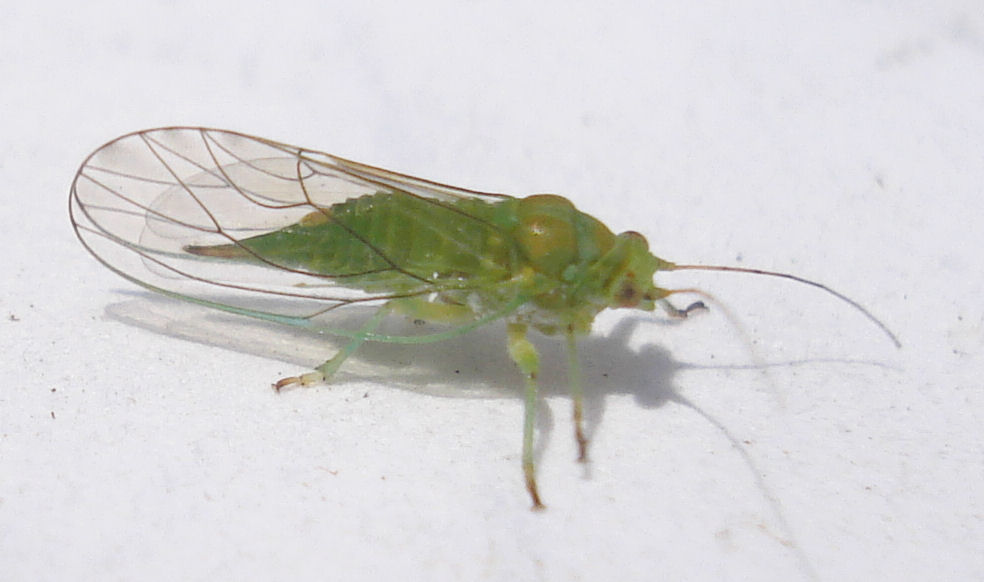
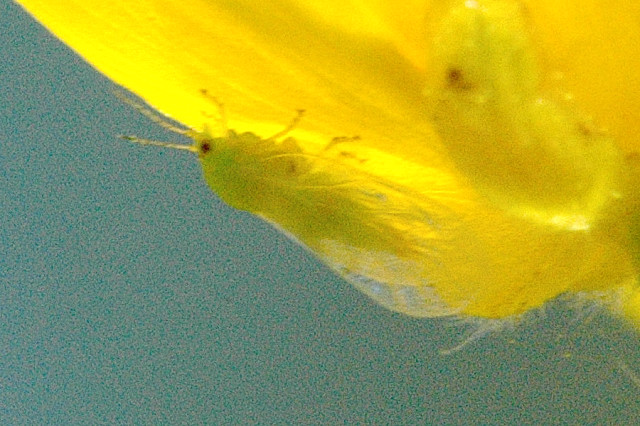

.